# Made in USA (album d'Eddy Mitchell)
Pour les articles homonymes, voir Made in USA.
Albums de Eddy Mitchell
Rocking in Olympia 1975
(1975) Sur la route de Memphis
(1976)
Made in USA est le seizième album studio d'Eddy Mitchell, il sort le 18 octobre 1975. 

## Histoire
Après avoir investi l'Olympia de Paris en mai 1975 (du 7 au 11), Eddy Mitchell, désireux de prolonger la formule gagnante du précédent album Rocking in Nashville, retourne à Nashville pour de nouveaux enregistrements, avec quasiment les mêmes musiciens américains. Comme pour Rocking in Nashville, la plupart des titres sont des adaptations de chansons américaines, à l'exception de Je vais craquer bientôt (futur tube de l'album, diffusé en 45 tours en avril 1976,).
Choo choo ch'boogie espion bidon  (adaptée d'une chanson de Louis Jourdan, Choo Choo Ch'Boogie (en)), est enregistrée à New York, avec les cuivres de Count Basie, style big band.
Eddy Mitchell, durant les séances à Nashville, connaît quelques problèmes vocaux et doit réenregistrer à Paris certains morceaux, avant que soit effectué le mixage de l'album.
Made in USA sort le 18 octobre 1975.

## Autour de l'album
Référence originale : 33 tours Barclay 90028.
Les chansons La maison hantée et Un sourire ou un au revoir, respectivement The Haunted House et She Even Woke Me Up to Say Goodbye, sont des reprises de Jerry Lee Lewis.
Merci la vie est l'adaptation de Lucky chanté par Brenda Lee.
Chuck Berry, avec les adaptations de Promised Land et Around and Around, est également représenté deux fois. On retiendra que la même année, aussi à Nashville, Johnny Hallyday enregistre une autre adaptation de Promised Land, sous le titre La terre promise (voir l'album). 
La pochette du disque réalisée par Jean-Baptiste Mondino, représente au recto un drapeau américain, avec le titre de l'album, le nom du chanteur et une pin-up qui pose en agrippant une corde. L'arrière de la pochette comprend les titres des chansons avec les titres originaux pour les reprises et divers crédits. L'intérieur de la pochette est un dessin d'Eddy Mitchell en tenue de cow-boy devant une salle de jeu (dans une illustration de type années 1950). C'est la première fois, qu'une pochette d'un album studio d'Eddy Mitchell n'affiche pas un portrait du chanteur. La raison officieuse, serait que les séances photos réalisées à Nashville, n'ont pas convaincu et ont été déclinées.
L'album Made in USA est réédité en CD, en 1998, avec en bonus un titre supplémentaire, l'instrumental Lester Leaps In.

## Liste des titres
| 1. | Une terre promise (Promised Land)                               | Claude Moine (adaptation) | Chuck Berry    | 3:03 |
| 2. | Les Traîne-tard et les Rôdeurs (Around and Around)              | Claude Moine (adaptation) | Chuck Berry    | 2:30 |
| 3. | La Maison hantée (The Haunted House)                            | Claude Moine (adaptation) | Bob Geddins    | 3:10 |
| 4. | J'attendrai le prochain train (Pick Me Up on Your Way Down)     | Claude Moine (adaptation) | Harlan Howard  | 2:21 |
| 5. | Je ne sais faire que l'amour (Rollin' My Sweet Baby Arms)       | Claude Moine (adaptation) | Charlie McCoy  | 2:23 |
| 6. | Un sourire ou un au revoir (She Even Woke Me Up to Say Goodbye) | Claude Moine (adaptation) | Mickey Newbury | 2:43 |

| 7.  | Le Mauvais Côté (Delta Dirt)                                | Claude Moine (adaptation)  | Larry Gatlin                               | 2:34 |
| 8.  | Je vais craquer bientôt                                     | Claude Moine               | Pierre Papadiamandis                       | 2:25 |
| 9.  | Écoute Coco (101 in Cashbox)                                | Claude Moine (adaptation)  | Chip Taylor                                | 3:02 |
| 10. | Seul est l'indompté (Wichita Lineman)                       | Boris Bergman (adaptation) | Jimmy Webb                                 | 3:07 |
| 11. | Merci la vie (Lucky)                                        | Claude Moine (adaptation)  | Billy Swan, Dennis Linde (en)              | 2:24 |
| 12. | Choo choo ch'boogie espion bidon (Choo Choo Ch'Boogie (en)) | Claude Moine (adaptation)  | Vaughn Horton, Denver Darling, Milt Gabler | 2:45 |

Titre bonus (Réédition CD) :
| No  | Titre                          | Paroles | Musique      | Durée |
| --- | ------------------------------ | ------- | ------------ | ----- |
| 13. | Lester Leaps In (instrumental) |         | Lester Young | 5:04  |

## Personnel

### Musiciens
- Direction musicale, harmonica, orgue, guitare, percussions : Charlie McCoy
- Batterie : Kenny Buttrey / Jim Isbell
- Basse : Norbert Putnam (en)
- Piano : Hargus "Pig" Robbins (en) / Warren Hartman
- Guitares : Jerry Shook / Jim Colvard / Dale Sellers / Billy Sanford / Grady Martin (en)
- Pedal Steel Guitar: Russ Hicks / Lloyd Green / Weldon Merryck
- Violon : Buddy Spicher (en) / Gary Vanosdale
- Banjo : Bobby Thompson (musician) (en)
- Chœurs : The Jordanaires / Les Holladay Sisters

Musiciens (New-York) sur « Choo Choo Ch'Boogie espion bidon »
- Saxophone ténor : Al Cohn / Frank Wess
- Saxophone alto : Seldon Powell (en) / Phil Woods
- Saxophone bariton : Danny Bank (en)
- Trombone : Urbie Green / Buddy Morrow / Bill Watrous
- Trombone basse : Paul Faulise
- Trompette : Jimmy Owens (musician) (en) / Marvin Stamm (en) / Bernie Glow (en) / Jon Faddis / Johnny Glasel (en)
- Piano : Frank Owens
- Batterie :Grady Tate
- Guitare : Vinnie Bell (en)
- Contrebasse : Richard Davis
- Chœurs : Patti Austin / Albertine Robinson / Hilda Harris

### Production
- Direction musicale, Nashville : Charlie McCoy
- Direction artistique : Sheriff John "Tennessee" Fernandez
- Enregistrement (Studio Cinderella) : Charlie Talent
- Mixage (Studio Woodland, Nashville, Tennessee) : Les Ladd
- Gravure (New-York City, Sound Studio) : Bob et George.